# Ankara
Ankara (cunoscută sub numele de Angora până în 1930, și Ancyra în perioada clasică) este capitala Turciei și al doilea cel mai mare oraș al țării, după Istanbul. Are o populație de 3.482.000 locuitori (2003). În același timp este capitala provinciilor cu același nume.
Ankara este un important centru comercial și industrial, fiind și principalul centru de comerț pentru zona agricolă pe care o înconjoară. Înainte să devină capitala țării, Ankara era faimoasă pentru lâna caprelor sale (lână de Angora).
Situată în centrul Anatoliei, Ankara este un important nod comercial și de tranzit, fiind „placa turnantă” a drumurilor și căilor ferate turcești. Dispune de câteva universități, Biblioteca Națională, Muzeul Arheologic, Muzeul Etnografic și Muzeul Civilizațiilor Anatoliene. Mausoleul Mustafa Kemal Atatürk, personalitatea cea mai importantă a Turciei secolului al XX-lea, este amplasat în Ankara.
Orașul se află pe locul întâi în lista capitalelor țărilor europene după suprafață.

## Personalități
- Joe Strummer (1952 – 2002), cântăreț;
- Deniz Gamze Ergüven (n. 1978), regizoare;
- Banu Cennetoğlu (n. 1970), fotograf;
- Ozan Kabak (n. 2000), fotbalist;
- Ahmet Yılmaz Çalık (1994 - 2022), fotbalist;
- Ennis Esmer (n. 1978), actor;
- Ali Babacan (n. 1967), om politic, fost ministru;
- Vural Öger (n. 1942), om politic;
- İdil Biret (n. 1941), pianist;
- Fazıl Say (n. 1970), pianist;
- Cansu Dere (n. 1980), actriță;
- Kenan İmirzalıoğlu (n. 1974), actor;
- Adnan Oktar (n. 1956), predicator religios.